# Martin Munke

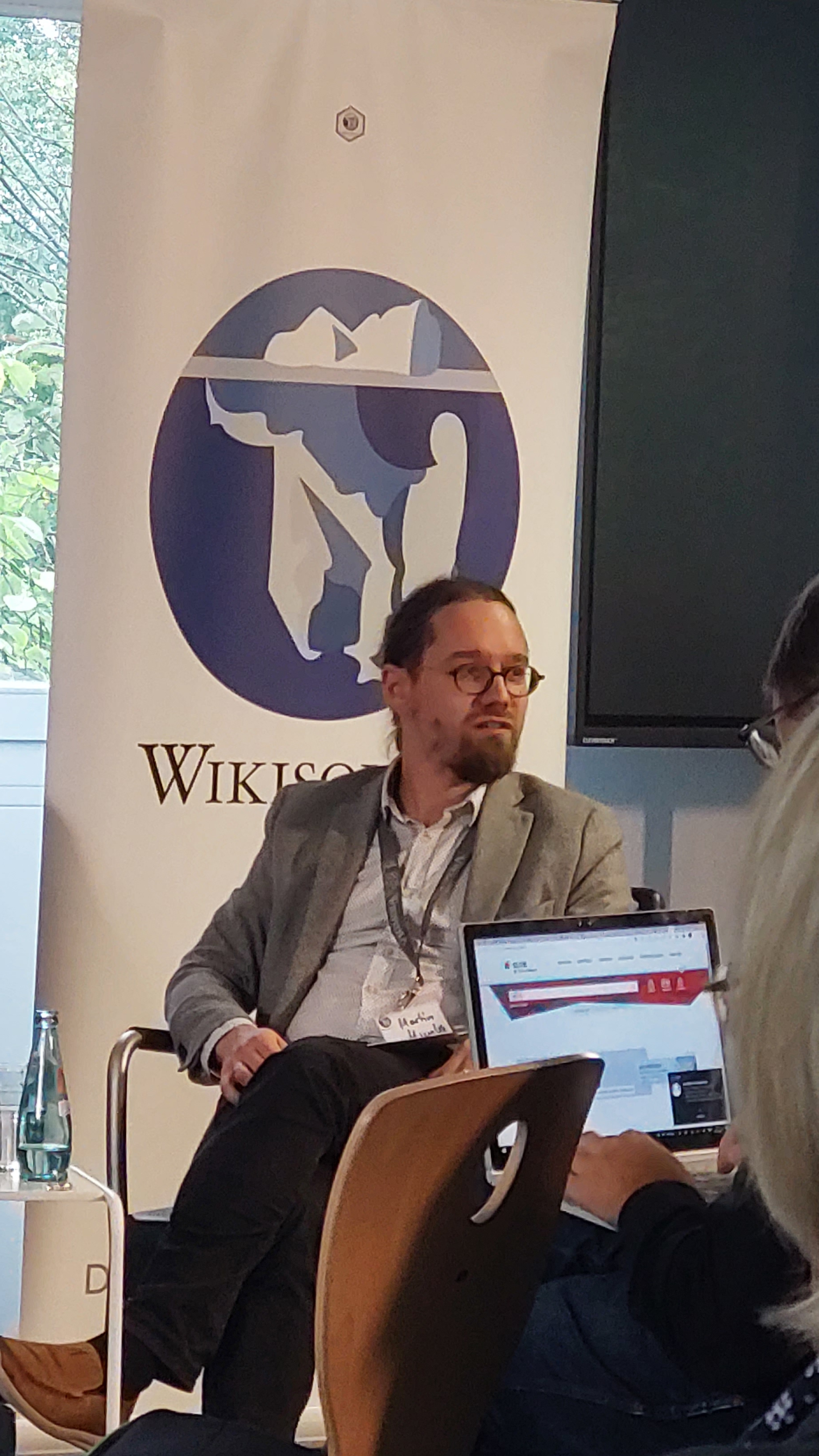
Martin Munke, 2023

Martin Munke (* 25. Februar 1984) ist ein deutscher Historiker.
Munke wuchs in Burgstädt auf. Von 2003 bis 2006 studierte er an der Universität Leipzig die Fächer Mittlere und Neuere Geschichte, Germanistik und Evangelische Theologie. Er wechselte 2006 an die Technische Universität Chemnitz, wo er ein Studium der Europäischen Geschichte als Bachelor of Arts abschloss. Sein Masterstudium im Fach Europäische Integration mit dem Schwerpunkt Ostmitteleuropa absolvierte er anschließend bis 2011 an der Technischen Universität Chemnitz und der Karlsuniversität Prag. Ab 2011 war er als wissenschaftlicher Mitarbeiter an der von Frank-Lothar Kroll geleiteten Professur für Europäische Geschichte des 19. und 20. Jahrhunderts der Technischen Universität Chemnitz und bei der Sächsisch-Tschechischen Hochschulinitiative tätig. Dort begann er eine Lehr-, Publikations- und Rezenzionstätigkeit mit Schwerpunkt auf der Geschichte Ostmitteleuropas. In diesem Kontext war er mehrere Jahre Vorstandsmitglied des Vereins Ostblick – Initiative OsteuropaStudierender Deutschland e. V.
Seit Juli 2016 ist er Referent für Saxonica an der Sächsischen Landesbibliothek – Staats- und Universitätsbibliothek Dresden und zeichnet als solcher für die Bearbeitung der Sächsischen Bibliografie verantwortlich. Seit Oktober 2020 nimmt er einen Lehrauftrag an der Professur für sächsische Landesgeschichte der Technischen Universität Dresden wahr.

## Schriften (Auswahl)
- Martin Munke (Hrsg.): Landes- und Regionalgeschichte digital. Angebote – Bedarfe – Perspektiven. Thelem, Dresden / München 2022, ISBN 978-3-95908-529-8, urn:nbn:de:bsz:14-qucosa2-744325.
- Landesbibliographie und Citizen Science. Kooperationsmöglichkeiten für Bibliotheken und Wiki-Communities am Beispiel der Sächsischen Bibliografie. In: Ulrich Hagenah, Lars Jendral, Maria Elisabeth Müller (Hrsg.): Regionalbibliographien: Forschungsdaten und Quellen des kulturellen Gedächtnisses. Liber amicorum für Ludger Syré. Hildesheim / Zürich / New York 2019, ISBN 978-3-487-15650-7, S. 195–207.